# Grüner Scheinbockkäfer
Der Grüne Scheinbockkäfer (Oedemera nobilis), auch als Blaugrüner Schenkelkäfer bekannt, ist ein Käfer aus der Familie der Scheinbockkäfer (Oedemeridae).
Das Grün der ähnlich aussehenden Arten Grünlicher Scheinbockkäfer (Oedemera lurida), Graugrüner Schenkelkäfer (Oedemera virescens) und Gelbbeiniger Scheinbockkäfer (Oedemera flavipes) ist deutlich dunkler.

## Merkmale
Der Grüne Scheinbockkäfer hat eine Länge von circa 10 Millimetern, in Beschreibungen findet man Größenangaben von 8 bis 15 Millimetern. Die Fühler sind in etwa so lang wie der Körper. Seine weiche Körperdecke ist glänzend grün, je nach Lichteinfall mit metallischem Effekt. Der Halsschild ist so lang wie breit. Die Deckflügel, die Längsrippen aufweisen, verkleinern sich vom Halsschild ausgehend und klaffen in Richtung Abdomen auseinander, so dass die Unterflügel nicht komplett bedeckt sind. Bei den männlichen Käfern sind die Hinterschenkel stark verdickt, bei den weiblichen fehlen diese Verdickungen. Die starke Verdickung beeinträchtigt jedoch nicht die Flugfähigkeit. Wegen der keulenförmigen Verdickung wird häufig einer der verwendeten Namen der Familie der Oedemeridae, Schenkelkäfer, für die Art Grüner Scheinbockkäfer verwendet.

## Vorkommen

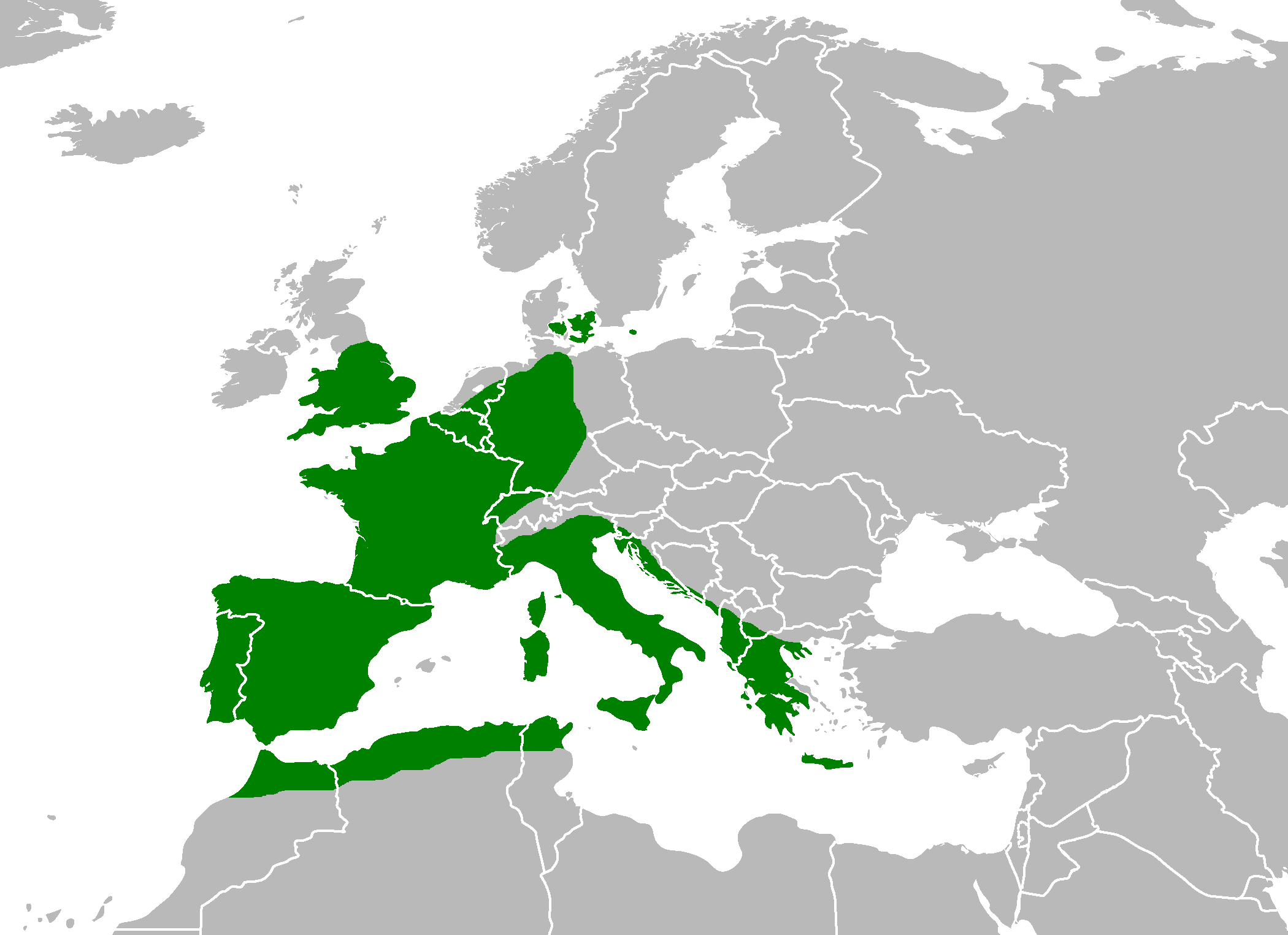
Verbreitung des Grünen Scheinbockkäfers

Das Verbreitungsgebiet des Grünen Scheinbockkäfers erstreckt sich über Süd- und Westeuropa mit Ausnahme von Irland und den Hochalpen. In Südeuropa ist er häufiger anzutreffen als nördlich der Alpen. Im Frühling und Sommer findet man die Käfer auf Blüten, die sich auf Wiesen, an Hecken, in Gärten und an Waldrändern befinden können.

## Lebensweise
Grüne Scheinbockkäfer sind tagaktiv und ernähren sich von Blütenpollen und gelegentlich auch Nektar. Neue Nahrungsquellen werden fliegend aufgesucht. Die Larven sind als Endophyten in Pflanzenstängeln zu finden, zum Beispiel in abgestorbenen Kräutern, morschem Holz und Sonnenblumenstängeln. Die Larve wächst im Sommer und verpuppt sich im Herbst in einer Puppenwiege im Boden. Obwohl der Käfer dann im Herbst fertig entwickelt ist, überwintert er in der Puppenwiege, um im folgenden Frühling zu schlüpfen.